# Stu Williamson (album)
Stu Williamson est un album de jazz West Coast du trompettiste Stu Williamson. 

## Enregistrement

### Musiciens
La session est enregistrée en 1956 par un septet qui est composé de :
- Stu Williamson (tp), Charlie Mariano (as), Bill Holman (ts), Jimmy Giuffre (bs), Claude Williamson (p), Leroy Vinnegar (b), Mel Lewis (d).

### Dates et lieux
- Hollywood, Los Angeles, Californie, janvier 1956

## Titres
| N°     | Titre            | Compositeur                     | Durée |
| ------ | ---------------- | ------------------------------- | ----- |
| Face 1 |                  |                                 |       |
| 1.     | Pee Jay          | Bill Holman                     |       |
| 2.     | Just Friends     | John Klenner, Sam Lewis         |       |
| 3.     | Darn That Dream  | Eddie DeLange, Jimmy Van Heusen |       |
| 4.     | Hongry Child     | Bill Holman                     |       |
|        |                  |                                 |       |
| Face 2 |                  |                                 |       |
| 5.     | Big Red          | Bill Holman                     |       |
| 6.     | Red Cross        | Charlie Parker                  |       |
| 7.     | Talk of the Town | Chester Conn, Gus Kahn          |       |
| 8.     | Oom's Tune       | Charlie Mariano                 |       |
| 9.     | Rose Bud         | Bill Holman                     |       |

## Discographie
- 1956, Bethlehem Records - BCP-55 (LP)

## Source
- Joseph P. Muranyi, Liner notes de l'album Bethlehem Records, 1956.